# Camelo híbrido
Um híbrido de camelo é um híbrido entre um camelo-bactriano (Camelus bactrianus) e uma dromedária (Camelus dromedarius).

## Nomes
Híbrido camelos têm nomes diferentes, dependendo da região e do idioma, tais como:
- Turkoman
- Tulu
- Bukht
- Nar
- Iner
- Rio
- Majen
- Bertuar
- Yaml
- Dromano
- Dromel

### Tulu
Um camelo Tulu é uma raça de camelo que resulta partir do acasalamento de um macho de camelo-bactriano com uma dromedária. Esta raça é, geralmente, chamada de um Híbrido F1 de Camelo. O camelo resultante é maior do que o bactriano e o dromedário. Esta raça de camelo é também a raça utilizada no esporte de luta de Camelos. Além disso, camelos Tulu têm corcunda maior.

## Classificação
Geralmente um Camelus bactrianus × Camelus dromedarius híbrido é chamado de um F1. Ele geralmente tem um único grande corcunda, às vezes um pouco dividido, e é maior do que ambos os pais, chegando a 230 cm no ombro e até 1000 kg. Este tipo de camelo é extremamente forte e é útil para o trabalho duro, como arar a terra e o transporte de cargas. Ele também foi usado na guerra pelos Turcos Otomanos. Geralmente é dócil e manso. Ele é fértil.
Pura camelo híbridos são encontrados principalmente na Rússia, do irã, Afeganistão, e a Turquia; mas elas podem ser encontradas na Arábia saudita, o Turquemenistão e o Cazaquistão .
A F1 pode ser mais hibridizada. Um F1 fêmea pode acasalar com um macho Bactriana camelo: o resultado é um B1 cruzamento Bactriana. Em geral, dois cavalos e é mais rápido do que um comum Bactriana e mais forte do que um dromedário. Ele pode caminhar sobre a neve, gelo e lama e é adequado mesmo para os trilhos de montanha; este tipo pode ser encontrado principalmente no Cazaquistão.
Quando um F1 fêmea acasala com um dromedário, o resultado é um B1 cruzamento de dromedários, um pouco mais forte que o dromedário e um tipo raro hoje em dia.